# Фердинанд дьо Сосюр
Фердинанд дьо Сосюр (на немски: Ferdinand de Saussure; на френски: Ferdinand de Saussure) е швейцарски езиковед, професор в Париж, а по-късно и в Женева. Създава научни трудове в областта на индоевропейското и общото езикознание. Най-известният му труд е „Курс по обща лингвистика“, публикуван след смъртта му, през 1916 г., където са изложени теоретичните принципи на учението на Сосюр за езика, които стават методологична основа на т. нар. социологична школа в езикознанието и в много изходни положения на структурализма. Сосюр е смятан за един от основоположниците на лингвистиката на 20. век и един от двамата основни бащи (заедно с Чарлз Сандърс Пърс) на семиотиката или „семиологията“, както самият Сосюр я нарича.

## Биография
Роден е на 26 ноември 1857 година в Женева, Швейцария, в семейство на известни учени. Син е на ентомолога Анри дьо Сосюр, негови братя са лингвистът и есперантист Рене дьо Сосюр и изследователят на древната китайска астрономия Леополд дьо Сосюр. Негов прадядо пък е Орас-Бенедикт дьо Сосюр, натуралист и геолог, смятан за един от основателите на алпинизма.
На 17-годишна възраст, когато се захваща с изучаването на гръцки език, той вече знае френски, немски, английски и латински. След като завършва средното си образование в колеж в Женева, през 1875 г. се записва в Лайпцигския университет, чийто филологически факултет по това време е много прочут, след това следва един семестър в Берлин при Хайнрих Цимер, а накрая следва и в Париж. На 21-годишна връзраст, преди преди да се дипломира, през 1877 г. публикува труда си „Наблюдения върху примитивната система на гласните в индоевропейските езици“, който му носи международна слава.
Две години по-късно той представя и докторската си дисертация в Лайпциг: „За използването на абсолютния генитив в санскрит“. Кариерата на Фердинанд дьо Сосюр започва в Париж с преподаването на сравнителна граматика в École Pratique des Hautes Etudes между 1881 и 1891 г., между 24- и 34-годишната му възраст.
Когато през 1892 г. в Женева му предлагат професорско място, той се завръща в Швейцария. Изнася лекции по санскрит, литовски и индоевропейски език в Женевския университет до края на живота си. Едва през 1907 г. започва да води прочутия си курс по обща лингвистика, който ще се проведе три пъти, между 1907 и 1911 г.
Приживе Фердинанд дьо Сосюр е публикувал две монографии и няколко десетки статии и кратки бележки. Постмъртно издаденият Курс обаче го прави един от най-цитираните лингвисти в света. Сред неговите ръкописи са намерени стотина тетрадки, разработващи нестандартен подход към архаичното поетичеcко творчество и част от тях e публикувана в края на 20 в.
Умира на 22 февруари 1913 година във Вюфланс льо Шато, Швейцария, на 55-годишна възраст от белодробно заболяване, вероятно рак на белия дроб.

## Личен живот
Фердинанд дьо Сосюр се жени за Мари Феш (1867–1950). Имат три деца: Жак дьо Сосюр, Реймон дьо Сосюр, лекар и психоаналитик, и Андре дьо Сосюр.

## Идеи
Сьосюр изследва начините, по които езикът твори смисъл. Той счита, че е ненужно да търсим исторически или „естествени“ корени на определени думи. Вместо това думите трябва да се разглеждат като взаимно свързани елементи в цялостна езикова структура. Той насочва вниманието не върху това, как езикът е еволюирал във времето, а върху това, как работи като саморегулираща се система в настоящето.
Той е възприемал лингвистиката като клон от общата наука за знаците. Тази обща наука той нарича семиология (днес: семиотика).
Сосюр твърди, че говоримият и писменият език предлагат най-добрия модел на това как знаците произвеждат значение посредством система от конвенционални споразумения. Лингвистиката следователно може да предостави стабилна база за научно изследване на живота на знаци в обществото. Въпреки че структурализъм и семиотика не са идентични по значение, те са много близко свързани. Може също да се твърди, че семиотиката се занимава със социалните и политическите измерения на знаците, докато структурализмът – както предполага и името му – има по-абстрактна насоченост към всеобхватните системи и скритите структури. На практика обаче, няма рязка граница между двете.
Сосюр вярва, че всички култури са изградени от знаци. Това означава, че социалният живот е характеризиран от циркулацията и обмяната на форми, на които обществената конвенция придава смисъл. „Знак“ за Сосюр е чисто и просто всеки посредник, чрез който хората комуникират помежду си. За да подчертае този факт, структурализмът не се занимава с това да оценява качествата на обектите, които назовава. Доколкото има структуралистки анализи на модата, фотографията, рекламата, музиката, киното, народните приказки и ред други неща, всичко се свежда до структурната изработка и това означава, че структурализмът е много малко свързан с конвенционалната дискриминация между висока и ниска култура.

## Цитати
| „ | Знакът е основна единица на езика (за даден език в дадено време). Всеки език е цялостна и завършена система от знаци. Речта (фр. parole – бел.прев.) (индивидуалният говор) е външното проявление на езика. | “ |

| „ | Лингвистична система е серия от диференциации на звукови комбинации със серия от различия на идеите. | “ |

## Трудове
- (1878) Mémoire sur le système primitif des voyelles dans les langues indo-européennes, Leipzig: Teubner. (online версия Архив на оригинала от 2021-02-12 в Wayback Machine. в Gallica Program, Bibliothèque nationale de France).
- (1881) De l'emploi du génitif absolu en Sanscrit: Thèse pour le doctorat présentée à la Faculté de Philosophie de l'Université de Leipzig, Geneva: Jules-Guillamaume Fick. (online версия в Internet Archive).
- (1916) Cours de linguistique générale, ed. C. Bally and A. Sechehaye, with the collaboration of A. Riedlinger, Lausanne and Paris: Payot.
Курс по обща лингвистика. Превод от френски език Живко Бояджиев и Петя Асенова. София, 1992, 284 с.
- (1922) Recueil des publications scientifiques de F. de Saussure, ed. C. Bally and L. Gautier, Lausanne and Geneva: Payot.
- (1993) Saussure’s Third Course of Lectures in General Linguistics (1910–1911) from the Notebooks of Emile Constantin. (Language and Communication series, vol. 12). French text edited by Eisuke Komatsu & trans. by Roy Harris. Oxford: Pergamon Press.
- (1995) Phonétique: Il manoscritto di Harvard Houghton Library bMS Fr 266 (8). Ed. Maria Pia Marchese. Padova: Unipress, 1995.
- (2002) Écrits de linguistique générale. Eds. Simon Bouquet & Rudolf Engler. Paris: Gallimard. ISBN 978-2-07-076116-6.[11]
- (2013) Anagrammes homériques. Ed. Pierre-Yves Testenoire. Limoges: Lambert Lucas.
- (2014) Une vie en lettres 1866 – 1913. Ed. Claudia Mejía Quijano. ed. Nouvelles Cécile Defaut.

## За него
- Димитър Веселинов. Българските студенти на Фердинанд дьо Сосюр. София: Сиела, 2008.
- Векът на структурализма: Материали от конференция по случай 100 години от „Курса по обща лингвистика“ на Фердинанд дьо Сосюр, проведена на 8 ноември 2016 г. в Нов български университет в чест на 65-годишнината на проф. Иван Касабов, д.н., съставител доц. д-р Васил Гарнизов, София: Издателство на Нов български университет, София, 2017, 264 с.
- Jonathan Culler. Saussure. Glasgow: Fontana/Collins, 1976.
- Roy Harris. Reading Saussure. London: Duckworth, 1987.
- David Holdcroft. Saussure: Signs, System, and Arbitrariness. Cambridge University Press, 1991.
- John E. Joseph. Saussure. Oxford University Press, 2012.
- Sanders, Carol. The Cambridge Companion to Saussure.   Cambridge University Press, 2004. ISBN 978-0-521-80486-8.
- Henri Wittmann. „New tools for the study of Saussure's contribution to linguistic thought.“ Historiographia Linguistica, 1974, 1.255-64. PDF
- Ekaterina Velmezova, Emanuele Fadda (eds.) Ferdinand de Saussure today: semiotics, history, epistemology (Sign Systems Studies, 2022, 50 1, Tartu University Press). https://ojs.utlib.ee/index.php/sss/issue/view/SSS.2022.50.1